# Haematopota mukteswarensis
Haematopota mukteswarensis är en tvåvingeart som beskrevs av Kapoor, Grewal och Sharma 1991. Haematopota mukteswarensis ingår i släktet Haematopota och familjen bromsar.
Artens utbredningsområde är Uttar Pradesh (Indien). Inga underarter finns listade i Catalogue of Life.